# RTL Group
RTL Group (for "Radio Television Luxembourg") er en luxembourgsk-baseret mediekoncern. Koncernen driver 68 tv-kanaler og 31 radiokanaler i Tyskland, Frankrig og andre europæiske lande. De tilbyder også nationale streaming platforme, indholdsproduktion og en række digitale services. Vigtige enheder i RTL Group er RTL Deutschland, Groupe M6, Fremantle, RTL Nederland og RTL Belgium.
Den nuværende koncernstruktur blev etableret af Bertelsmann, Groupe Bruxelles Lambert (GBL) og Pearson i år 2000. Gennem årerne har Bertelsmann øget sin ejerandel i RTL Group, og i dag ejer de 76 % af aktierne.
Det er et af de stiftende medlemmer af European Broadcasting Union.